# Campionati europei di karate 1966
La 1ª edizione del campionato europeo di karate si è disputata a Parigi nel 1966. Hanno preso parte alla competizione karateka provenienti da 6 paesi.
Per l'Italia un terzo posto nella prova a squadre (dietro Francia e Svizzera) ed una semifinale per Geronema in quella individuale.

## Campioni d'Europa
Campioni nella specialità Kumite:
| Categoria            | Vincitore      |
| Individuale maschile | Patrick Baroux |
| Squadre maschili     | Francia        |